# BH Air
 BH Air (Bulgaars: Би Ейч Еър) is een Bulgaarse luchtvaartmaatschappij met thuisbasis in Sofia. Het is de luchtvaartdivisie van Balkan Holidays International en voert vakantiecharters uit binnen Europa.

## Geschiedenis
BH Air werd opgericht in 2001 door Hemus Air en Balkan Holidays International.